# 명석중학교
명석중학교(鳴石中學校)는 대한민국 경상남도 진주시 명석면 관지리에 있는 공립 중학교이다.

## 학교 연혁
- 1970년 12월 31일 : 명석중학교 설립인가(9학급)
- 1971년 3월 6일 : 개교 및 신입생 입학식
- 2002년 3월 1일 : 학칙 변경(4학급-특수학급 1학급 신설)
- 2023년 1월 5일 : 제50회 졸업(졸업생 6명) 총 졸업생수 (4,854명)
- 2023년 3월 1일 : 제23대 송숙정 교장 부임
- 2023년 3월 2일 : 입학생 11명(남 3명, 여 8명)

## 참고 자료
- 명석중학교 - 한국교육학술정보원 학교알리미